# DB BahnPark
Die DB BahnPark GmbH ist eine Tochtergesellschaft der DB InfraGO und des Parkhausbetreibers Contipark. Aufgabe von DB BahnPark ist es, Parkhäuser und Parkflächen in der Nähe von Bahnhöfen zu planen und zu betreiben. Die Tochtergesellschaft der Deutschen Bahn DB InfraGO AG hält die Mehrheit der Anteile.

## Contipark als Betreiber
Die Bewirtschaftung ihrer Parkeinrichtungen hat das Unternehmen auf die Contipark Parkgaragengesellschaft mbH übertragen. Das Unternehmen ist eine 100%ige Tochter der Interparking und wurde 1967 in Berlin gegründet. Das erste Parkhaus befand sich im Europa-Center, einem Wahrzeichen des damaligen West-Berlins. Contipark ist einer der größten Parkraumbewirtschafter und bewirtschaftet in Deutschland und Österreich rund 500 Objekte mit rund 130.000 Stellplätzen in mehr als 180 Städten (Stand 2015).

### Zusammenarbeit DB Park und Contipark
Seit 2005 betreibt die Contipark International Parking GmbH (49 %) zusammen mit der DB InfraGO AG als Rechtsnachfolgerin der DB Station&Service AG (51 %) das Gemeinschaftsunternehmen DB BahnPark GmbH. Contipark ist seitdem für die Bewirtschaftung der beschrankten und unbeschrankten Parkeinrichtungen der DB BahnPark GmbH zuständig.

### Schwarzparken vs. Abzocke
In einigen Internetforen und Presseartikeln wurde über eine angebliche „Abzocke“ an deutschen Bahnhöfen durch den Betreiber geschrieben. Contipark verweist hingegen auf eine eindeutige Beschilderung und die im Bahnhofsparkbereich aushängenden Vertrags- und Einstellbedingungen und damit auf eine juristisch gerechtfertigte Ahndung von „Schwarzparken“. Die Verbraucherzentrale Baden-Württemberg konnte jedoch Contipark bereits erfolgreich verklagen (Landgericht Berlin, Az. 4 O 136/08).
2007 und 2012 hat das Amtsgericht Wiesbaden allerdings zugunsten des Betreibers entschieden. In der Begründung des Gerichts heißt es, dass der Parkplatz klar als privates Gelände ausgewiesen sei und Schwarzparkern eine Vertragsstrafe angedroht werde. Ferner seien die Allgemeinen Geschäftsbedingungen am Parkscheinautomaten ausgehängt.
Tatsächlich ist die Umgebungssituation, ob ein Parkplatz zu DB BahnPark gehört oder nicht, nicht immer direkt ersichtlich. Am Kölner Hauptbahnhof steht sowohl der Parkautomat der Stadt Köln als auch der Parkautomat der DB BahnPark direkt gegenüber. Für den Kunden ist es deshalb nicht sofort ersichtlich, welchen Automaten er nutzen soll. Auch das Ziehen eines Parkscheins von der Stadt Köln zieht eine Konventionalstrafe nach sich, wenn der Kunde sein Auto auf den Parkplatz der DB BahnPark abgestellt hat.